# Dé à cinq faces

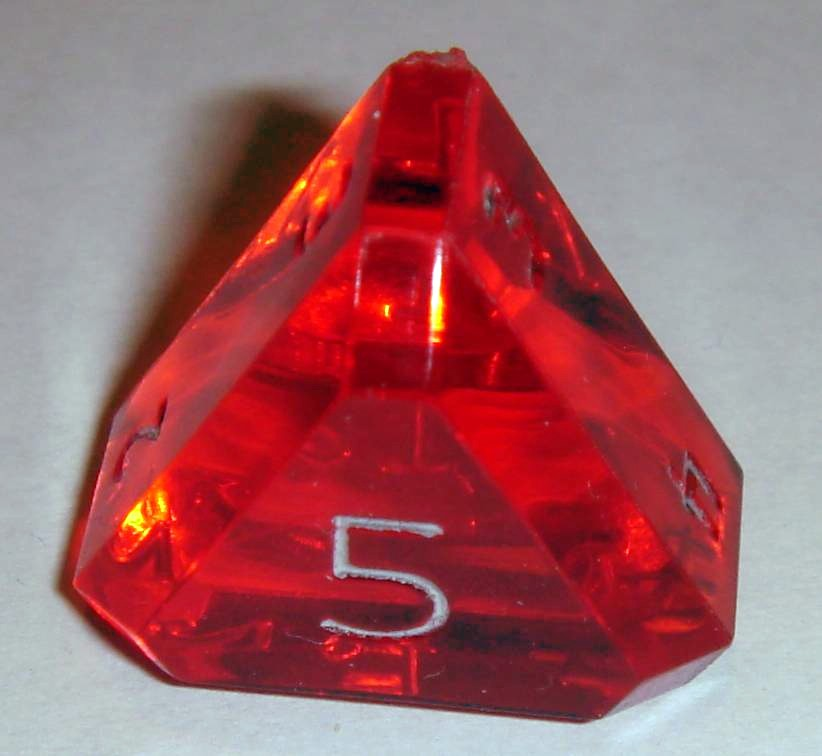
Dé à cinq faces à prisme triangulaire.

Un dé à cinq faces ou d5 en abrégé est une variante de dé comportant cinq faces.
On trouve deux factures différentes pour ce type de dé :
- un prisme triangulaire ;
- le dé à dix faces avec les nombres de 1 à 5 qui se répètent deux fois.

On peut aussi utiliser un dé usuel à 6 faces et relancer les dés si jamais un numéro convenu à l'avance (par exemple, le 6) sort (méthode de rejet).